# Wybory samorządowe w Polsce w 1990 roku
Wybory do rad gmin w 1990 zostały zarządzone na dzień 27 maja przez Prezesa Rady Ministrów Tadeusza Mazowieckiego. Były to pierwsze wybory do samorządu terytorialnego w Polsce po jego przywróceniu (zniesiony on został w 1950 i na cztery dekady zastąpiony przez rady narodowe).

## Synteza
Sejm rozpoczął prace legislacyjne nad reformą samorządową w styczniu 1990. 8 marca 1990 izba uchwaliła pakiet ustaw wprowadzających reformę, w tym ustawę o zmianie konstytucji, ustawę o samorządzie terytorialnym oraz ordynację wyborczą do rad gmin. W gminach do 40 tys. mieszkańców radnych wybierano w okręgach jednomandatowych, a w gminach większych – na zasadzie proporcjonalności. Taki kształt ordynacji wyborczej był owocem kompromisu pomiędzy Obywatelskim Klubem Parlamentarnym (preferującym system większościowy) a innymi klubami (opowiadającymi się za ordynacją proporcjonalną).
Wybierano skład 2383 rad gmin (1547 rad w gminach, 145 rad miejskich w miastach do 40 tys. mieszkańców, 110 rad miejskich w miastach powyżej 40 tys. mieszkańców, 574 rady gminno-miejskie oraz 7 rad dzielnic Warszawy). Do obsadzenia było 52 037 mandatów, o które ubiegało się 147 389 kandydatów. Radnych wybierano w 47 997 okręgach wyborczych (47 254 jednomandatowych i 743 wielomandatowych). Wybrano 51 987 radnych (30 002 radnych w gminach, 3552 radnych miejskich w miastach do 40 tys. mieszkańców, 4435 radnych miejskich w miastach powyżej 40 tys. mieszkańców oraz 344 radnych dzielnic Warszawy).

## Wyniki wyborów
Uprawnionych do głosowania było 26 925 267 obywateli, z czego głosy oddało 11 380 629 (frekwencja 42,27%). Oddano 337 754 (2,97%) głosy nieważne. Nie wybrano 50 radnych.
Najwyższą frekwencję (ponad 47%) odnotowano w gminach do 2 tys. mieszkańców, w gminach powyżej 100 tys. mieszkańców do urn poszło tylko 39,8% uprawnionych. Obóz „Solidarności” uzyskał 47% mandatów, Polskie Stronnictwo Ludowe 6,5%, Socjaldemokracja Rzeczypospolitej Polskiej i Konfederacja Polski Niepodległej poniżej 1%. Kandydaci niezrzeszeni zdobyli 39% mandatów.